# Dolors Aleu i Riera
Pour les articles homonymes, voir Aleu (homonymie) et Riera.
Dolors Aleu i Riera, née le 7 avril 1857 à Barcelone et morte dans cette même ville le 19 février 1913, est une femme médecin catalane.
Première femme diplômée en médecine et première femme à obtenir le titre de docteure du pays, elle est considérée comme la première femme à exercer la profession de médecin en Espagne.

## Biographie
Née le 7 avril 1857 à Barcelone, Dolors Aleu i Riera commence ses études à la faculté de médecine de l'université de Barcelone en septembre 1874.
Elle termine son cursus en 1879 mais, étant femme, elle n'obtient l'autorisation de passer l'examen de licence que le 4 avril 1882. Elle passe cet examen le 19 juin de la même année avec une très bonne note, et devient la première femme diplômée d'Espagne.
Elle obtient son doctorat à Madrid à l'Université centrale, aujourd'hui Université complutense de Madrid, le 6 octobre 1882. Sa thèse de doctorat s'intitule De la necesidad de encaminar por una nueva senda la educación higiénico-moral de la mujer (en français : De la nécessité de trouver une nouvelle voie pour l'éducation sanitaire et morale de la femme). Elle se spécialise ainsi en gynécologie et pédiatrie.
Elle fonde en 1885, avec la musicienne Clotilde Cerdà i Bosch (de son nom de scène, inspiré par Victor Hugo, Esmeralda Cervantes), l'Academia de Ciencias, Artes y Oficios para la Mujer (en français : Académie des sciences, arts et affaires pour la Femme, également nommée en catalan Acadèmia per a la Il·lustració de la Dona), située au numéro 10 de la Rambla de Canaletes, sur La Rambla de Barcelone, située dans la Vieille ville. La poétesse Maria Josepa Massanés et la journaliste et écrivaine Antònia Opisso participent à l'établissement de l'académie.

## Œuvre et vie professionnelle
Dolors Aleu i Riera est l'autrice de textes pédagogiques, orientés vers l'amélioration de la vie des femmes, notamment dans les domaines de l'éducation sexuelle et de la maternité.
Dolors Aleu i Riera figure, avec María Elena Masera et Martina Castells Ballespí, parmi les trois premières femmes à étudier la médecine en Espagne, mais seule Dolors Aleu i Riera exerce la profession de médecin : Martina Castells décède prématurément avant de pouvoir pratiquer, et Maria Elena Maseras doit se consacrer à l'enseignement.
Dolors Aleu possède son propre cabinet dans la ville de Barcelone pendant 25 ans, situé sur la Rambla de Catalogne dans le quartier de l'Eixample, où elle exerce jusqu'à sa mort en 1913.

## Postérité
- En juillet 2018, l'Association « Herstóricas. Historia, Mujeres y Género[17]» et le collectif « Autoras de  Cómic » créent un projet à caractère culturel et pédagogique pour visibiliser l'apport historique des femmes dans la société espagnole et réfléchir sur leur absence constante, par le bais d'un jeu de cartes. L'une de ces cartes est consacrée à Dolors Aleu i Riera[18].

- La série documentaire Pioneras consacre son deuxième chapitre à Dolors Aleu. Des expertes célèbres, comme la professeure d'université Consuelo Flecha, la philologue Betsabé García ou la philosophe Eulalia Pérez, y analysent sa vie et son héritage dans le contexte de l'époque, accompagné des témoignages de ses descendants[19].